# شيماء التومي
شيماء التومي هي لاعبة تايكوندو تونسية تُشارك في منافسات الوزن أقل من 53 كيلوغرام للسيدات. 

## المشاركات والميداليات
شاركت شيماء التومي في عدة نسخ من بطولة إفريقيا للتايكوندو، وحصلت منها على ميداليتين ذهبيتين في منافسات الوزن أقل من 57 كيلوغرام للسيدات في عامي 2018 و2021 و2023. شاركت شيماء التومي أيضًا في بطولة العرب المفتوحة للتايكوندو عام 2022، وبطولة العالم للتايكوندو للأواسط عام 2018، ويوضح الجدول التالي أهم المُسابقات والبطولات التي شاركت فيها شيماء التومي، وأبرز الميداليات والألقاب التي حققتها في البطولات والمسابقات المختلفة:
| العام | المسابقة                        | المكان                            | المنافسات                                | الترتيب/الميدالية                   | ملاحظات |
| ----- | ------------------------------- | --------------------------------- | ---------------------------------------- | ----------------------------------- | --- |
| 2018  | بطولة العالم للتايكوندو         | الحمامات، تونس                    | منافسات الوزن أقل من 57 كيلوغرام للسيدات | المركز الثالث (الميدالية البرونزية) | احتلت المركز الأول في البطولة بعدما فازت بالنقطة الذهبية في المباراة النهائية على اللاعبة الإيرانية ماهنا مومينزاديه |
| 2021  | بطولة افريقيا للتايكوندو        | داكار، السنغال                    | منافسات الوزن أقل من 53 كيلوغرام للسيدات | المركز الأول (الميدالية الذهبية)    | [ 3 ] |
| 2022  | بطولة العرب المفتوحة للتايكوندو | الفجيرة، الإمارات العربية المتحدة | منافسات الوزن أقل من 53 كيلوغرام للسيدات | المركز الأول (الميدالية الذهبية)    | [ 4 ] |
| 2023  | بطولة افريقيا للتايكوندو        | أبيدجان، ساحل العاج               | منافسات الوزن أقل من 57 كيلوغرام للسيدات | المركز الأول (الميدالية الذهبية)    | احتلت المركز الأول بعدما فازت في جميع المباريات وتغلبت في المباراة النهائية على منافستها الجابونية ايموانويلا اتورا  |
|       | بطولة مصر الدولية للتايكوندو    | العاصمة الإدارية الجديدة، مصر     | منافسات الوزن أقل من 57 كيلوغرام للسيدات | المركز الأول (الميدالية الذهبية)    | [ 7 ] |